# فاسيليوس رواس
فاسيليوس رواس (باليونانية: Βασίλης Ρόβας)‏ هو لاعب كرة قدم يوناني في مركز الوسط، ولد في 6 يناير 1984 في كارذيتسا في اليونان. لعب مع أريس تسالونيكي وأوفي كريت وأيك أثينا وباس جيانينا ونادي أبولون سميرني ونادي أتروميتوس.

## وصلات خارجية
- فاسيليوس رواس على موقع Soccerway.com (الإنجليزية)